# Luehdorfia
Luehdorfia Crüger, 1878, è un genere di Lepidotteri appartenente alla famiglia Papilionidae.
Le quattro specie attualmente incluse nel taxon hanno tra loro rapporti filogenetici non ancora chiariti. Numerosi entomologi (in particolar modo giapponesi, vedi bibliografia) hanno effettuato svariate analisi sulla morfologia, sui genitali e sul DNA mitocondriale delle specie, avanzando negli anni ricostruzioni non sempre concordanti. Il genere si è probabilmente diffuso anche nelle isole del Giappone partendo da un precedente areale continentale.

## Alimentazione
Le larve si nutrono su foglie di piante appartenenti al genere Asarum (Aristolochiaceae).

## Distribuzione e habitat
Nel loro insieme il genere presenta un areale localizzato in Estremo Oriente e comprendente la Russia orientale, la Corea, la Cina, il Giappone, Taiwan ed altri arcipelaghi minori del Pacifico.

## Tassonomia
Il genere comprende quattro specie:
- Luehdorfia chinensis Leech, 1893
- Luehdorfia japonica Leech, 1889
- Luehdorfia puziloi Erschoff, 1872
- Luehdorfia taibai Chou, 1994